# 臨界馬赫數

機翼穿音速時的流場狀態，描述了在臨界馬赫數附近時的流場變化

飞机飞行时，随著飞行速度增大來到临界马赫数時，上翼面压力最低處的速度恰等于此点上的音速。
或者说，当飞行与某马赫数时，机翼表面（通常是上表面）上流速最大處流速达到音速，此时飞机马赫数即为临界马赫数。